# Catesbaea microcarpa
Catesbaea microcarpa är en måreväxtart som beskrevs av Ignatz Urban. Catesbaea microcarpa ingår i släktet Catesbaea och familjen måreväxter.
Artens utbredningsområde är Haiti. Inga underarter finns listade i Catalogue of Life.